# واورلی (تنسی)
واورلی (به انگلیسی: Waverly) شهری در ایالت کشور ایالات متحده آمریکا است که جمعیت آن در سرشماری سال ۲۰۱۰ میلادی، ۴٬۱۰۵ نفر بوده‌است.